# Hohe Dock
Hohe Dock to szczyt w grupie Glocknergruppe, w Wysokich Taurach w Alpach Wschodnich. Leży w Austrii w kraju związkowym Salzburg.
Góra posiada dwa szczyty: wyższy 3348 m i niższy 3268 m.
Pierwszego wejścia, ok. 1842 r., dokonał G. Mayer.